# 杨魏玲花
杨魏玲花（1980年12月20日—），中国大陆女歌手，內蒙古鄂尔多斯鄂托克旗之蒙古族人，凤凰传奇组合中的主唱。

## 生平
“杨魏玲花”是一个蒙古族人名的汉字音译，意思是“天上的云彩”。她并不姓杨或者姓魏。杨魏玲花青少年时期在内蒙古大草原上成长，出名后被誉为新一代的“乌兰牧骑”。她曾是在家鄉的一名电器销售员，後離職轉至广州打工。并在廣州深圳"金色時代"擔任舞蹈演員期间结识曾毅，因緣際會二人於爾後组成演唱组合。父親是法官，母親是文藝工作者。

### 感情生活
杨魏玲花的丈夫徐明朝是時任TOM網站之音樂主編，而後與《鳳凰傳奇》合作，並轉任為百人娱乐的CEO。两人相戀7年，2011年3月16日於内蒙古鄂尔多斯低調结婚。杨魏玲花密友李玉刚、刀郎、徐千雅等人出席婚礼为其祝賀。 。

### 家庭
2014年7月6日玲花的小寶寶出生。

## 风格
杨魏玲花的歌声高亢嘹亮而激情四射，富有草原豪壮气势，歌声有着强烈的感染力，带领人走进神秘的草原世界，张扬出生生不息的原始生命力。

## 奖项
- 2004年第十一届全国青年歌手电视大奖赛专业组第七名。

## 腳註
1. 1 2 3  . 知音网.   [2011-03-21]. （原始内容存档于2011-06-13） （中文（简体））.
2. ↑  鲁豫有约 2013，第29分10秒-30分頁.
3. ↑  凤凰传奇主唱玲花怀孕 老公为百人娱乐公司老总 （页面存档备份，存于）廣州日報/搜狐網 2014-04-27
4. ↑  《開講啦》 歌手鳳凰傳奇：十年風雨不散，源于信任 20141108 （页面存档备份，存于） 中國中央電視台 2014-11-08（2014-11-9）